# Another World (Brian-May-Album)
Another World ist das 1998 erschienene zweite Soloalbum von Brian May, dem Gitarristen der britischen Rockband Queen. 

## Entstehung
Das Album war ursprünglich als Coveralbum mit Mays persönlichen Lieblingssongs geplant. Später entschied man sich für eine Mischung mit May-Kompositionen. Weitere gecoverte Songs wurden als B-Seiten der Singles Business, On My Way Up, Another World und Why Don’t We Try Again  veröffentlicht. Aufgenommen wurde das Album in Brian Mays privatem Heimstudio.
Das Album erreichte Platz 23 der britischen Charts.
Schlagzeuger Cozy Powell starb während der Aufnahmen bei einem Verkehrsunfall und konnte seine Arbeit nicht beenden.

## Kritik
Allmusic schrieb: „'Business', the second song on Brian May's third solo album, finds the guitarist recording the type of ferocious hard rock that he became known for with Queen in the early '70s. With a great pop hook and churning heavy guitars, it's arguably the best thing he's done as a solo artist. The rest of the album doesn't quite live up to its opening, but it shows May has grown more confident in his singing and in playing balls-to-the-wall hard rock than on 1992's Back to the Light.“

## Titelliste
1. Space (Brian May) – 0:47
2. Business (Brian May) – 5:07
3. China Belle (Brian May) – 4:01
4. Why Don’t We Try Again (Brian May) – 5:24
5. On My Way Up (Brian May) – 2:57
6. Cyborg (Brian May) – 3:54
7. The Guv’nor (Brian May) – 4:13
8. Wilderness (Brian May) – 4:52
9. Slow Down (Larry Williams) – 4:18
10. One Rainy Wish (Jimi Hendrix) – 4:05
11. All the Way from Memphis (Ian Hunter) – 5:16
12. Another World – (Brian May) 7:30
  - Dieser Song enthält einen Hidden Track, eine Minute nach dem Ende von Another World (5:05). Zu hören ist das Klaviersolo aus Business. Die japanische Version des Albums enthält diesen Track nicht.
13. F.B.I (Hank Marvin) (Japanischer Bonustrack)
14. Hot Patootie (Richard O’Brien) (Japanischer Bonustrack)

## Fußnote
1. ↑  Das Album bei Allmusic